# Liste der Baudenkmäler in Tutzing

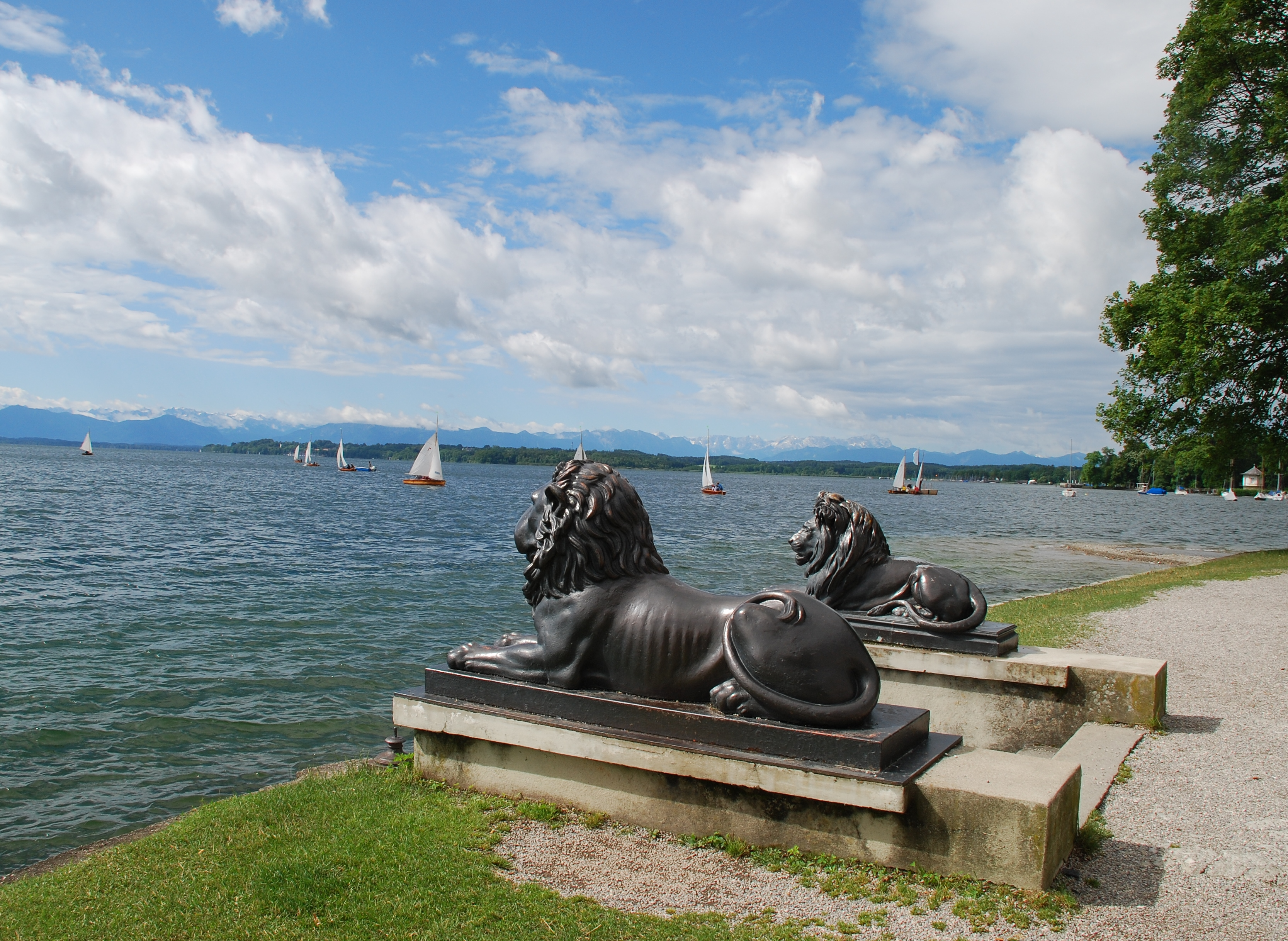
Blick von der Strandpromenade auf den Starnberger See

Auf dieser Seite sind die Baudenkmäler in der oberbayerischen Gemeinde Tutzing zusammengestellt. Diese Tabelle ist eine Teilliste der Liste der Baudenkmäler in Bayern. Grundlage ist die Bayerische Denkmalliste, die auf Basis des Bayerischen Denkmalschutzgesetzes vom 1. Oktober 1973 erstmals erstellt wurde und seither durch das Bayerische Landesamt für Denkmalpflege geführt wird. Die folgenden Angaben ersetzen nicht die rechtsverbindliche Auskunft der Denkmalschutzbehörde.

## Baudenkmäler nach Ortsteilen

### Tutzing
| Lage                                                             | Objekt                                                   | Beschreibung | Akten-Nr.               | Bild                                                     |
| ---------------------------------------------------------------- | -------------------------------------------------------- | --- | ----------------------- | -------------------------------------------------------- |
| Am Höhenberg 2 (Standort)                                        | Villa Dahn                                               | Zweigeschossiger Satteldachbau mit hölzernem doppelgeschossigem Balkon und Zwerchgiebel, 1887. | D-1-88-141-66           | Villa Dahn                                               |
| Bahnhofstraße 1 (Standort)                                       | Ringseis-Haus                                            | Zweigeschossiger Satteldachbau im Stil eines oberbayerischen Bauernhauses, für den Arzt Johann Nepomuk Ringseis (1785–1880) erbaut, 1857; im Giebel Wandgemälde von Philipp Sporer, 1865; Hausfigur St. Florian, um 1700; Haustür biedermeierlich; seit etwa 1890 zum Kloster gehörig (siehe Bahnhofstraße 3). | D-1-88-141-1            | weitere Bilder                                           |
| Bahnhofstraße 3; Hauptstraße 15 (Standort)                       | Kloster der Missions-Benediktinerinnen von Tutzing       | Hauptbau monumental, in reduziert historisierenden Formen, mit Ecktürmen, Flügelbauten, Kapelle; 1903–1904 von Michael Kurz (Augsburg); seit 1945 zum Teil Krankenhaus; mit Ausstattung | D-1-88-141-2            | weitere Bilder                                           |
| Bahnhofstraße, an der Einmündung der Hallberger Allee (Standort) | Kriegerdenkmal                                           | Marmorobelisk zur Erinnerung an 1870/1871, errichtet 1874. | D-1-88-141-3            | Kriegerdenkmal                                           |
| Bahnhofstraße 12 (Standort)                                      | Villa Schnell                                            | Zweigeschossiger Satteldachbau mit vorkragenden Schopfwalmen und Zwerchhaus, Giebelfelder mit Backsteingliederungen, das südliche mit Hochlaube und Figurennische, von Engelbert Schnell, 1895; schmiedeeisernes Einfahrtstor, gleichzeitig. | D-1-88-141-4            | Villa Schnell                                            |
| Bahnhofstraße 14 (Standort)                                      | Villa Thudichum                                          | Zweigeschossiger Satteldachbau mit Erkertürmen an der Südseite, dazwischen Veranda und Balkons eingepasst, in neugotischen Formen, von Engelbert Schnell, 1886; schmiedeeisernes Einfahrtstor, gleichzeitig. | D-1-88-141-5            | weitere Bilder                                           |
| Bahnhofstraße 26 (Standort)                                      | Bahnhofsempfangsgebäude                                  | zweigeschossiger Ziegelbau mit Flachwalmdach, in Bogenstellungen geöffneter Vorhalle und hölzernem Perrondach, im Maximilianstil, von Georg von Dollmann, 1865, stilistisch angeglichener, eingeschossiger Anbau an der Südwestseite, frühes 20. Jh. | D-1-88-141-80           | Bahnhofsempfangsgebäude                                  |
| Beringerweg 24-28 (Standort)                                     | „Beringerheim“, Erholungsheim des Verkehrsbeamtenvereins | Dreigeschossiger Zweiflügelbau mit Walmdächern, Erkertürmen und Stehgauben, im Reformstil, 1912; Einfahrtstor, gleichzeitig. | D-1-88-141-73           | „Beringerheim“, Erholungsheim des Verkehrsbeamtenvereins |
| Boeckelerstraße (Standort)                                       | Grabdenkmäler                                            | Grabdenkmäler: General Erich Ludendorff (1865–1937), mit Bronzebüste. 1938; Leo von König, Maler (1871–1944); Ina Seidel, Dichterin (1885–1974) und Heinrich Wolfgang Seidel, Pfarrer und Schriftsteller (1876–1945) – im Neuen Friedhof Tutzing. | D-1-88-141-7            | Grabdenkmäler                                            |
| Graf-Vieregg-Straße 3 (Standort)                                 | Kirche St. Peter und Paul                                | Alte Katholische Pfarrkirche, barocke Anlage 1738/1739, Zwiebelturm 1895. Friedhofsanlage ummauert. Grabdenkmäler für Therese und Heinrich Vogl, Jugendstil, um 1900; Mayr, historistisch, um 1894, von Vieregg, Eisentafel, 1880; Grabmal der Familie Poschinger (Tutzing), neuklassizistisch, um 1910; Berchtold, Jugendstil, um 1923; von Landmann, neuklassizistisch, um 1925. | D-1-88-141-8            | weitere Bilder                                           |
| Graf-Vieregg-Straße 16 (Standort)                                | Fischerhaus Lettner                                      | Zweigeschossiger Putzbau mit Flachsatteldach und Hochlaube, wohl 18. Jahrhundert, 1914 erneuert und nördlich erweitert. | D-1-88-141-9            | weitere Bilder                                           |
| Greinwaldstraße 14 (Standort)                                    | Ehemaliges Lehrerwohnhaus                                | Zweigeschossiger Walmdachbau mit Erkern und rückwärtiger Arkade, von Architekten Simon und Kranebitter, 1915. | D-1-88-141-71           | weitere Bilder                                           |
| Hallberger Allee 18 (Standort)                                   | Villa Beisele                                            | Zweigeschossiger Walmdachbau mit Eckerkerturm und Zwerchgiebeln mit Schopfwalm und Zierfachwerk, historistisch, von Johann Biersack, 1890. | D-1-88-141-10           | weitere Bilder                                           |
| Hauptstraße 2 (Standort)                                         | Villa Kustermann                                         | Zweigeschossiger Walmdachbau mit Risaliten und reich gegliederte Neurenaissance-Fassade, für Kommerzienrat Max Kustermann, 1865 ff.; freistehend in Park; Parkanlage im englischen Stil, von Hofgartendirektor Carl Effner; gusseiserne Einfriedung, gleichzeitig. | D-1-88-141-11           | weitere Bilder                                           |
| Hauptstraße 4/6 (Standort)                                       | Kustermann-Jagdhaus                                      | Zweigeschossiger Mansardwalmdachbau im Stil des französischen Frühbarock, 1873/74; an der Südfront Wandbild mit Darstellung des Prunkschiffes Bucentaur; ostseitig anschließender Remisenbau; zum See Nebenflügel mit Schopfwalmdächern, Ziergiebel, Altane, Balkons, Ende 19. Jahrhundert; mit Eisenzaun-Einfriedung. | D-1-88-141-12           | weitere Bilder                                           |
| Hauptstraße 17 (Standort)                                        | Kloster der Missions-benediktinerinnen                   | Stammhaus, unverputzter Backsteinbau mit Rundbogenfenstern und neugotischem Fries, 1887 ff.; Kapelle Maria Hilf, westlich angeschlossener Backsteinbau, gleichzeitig; mit Ausstattung. | D-1-88-141-15           | Kloster der Missions-benediktinerinnen                   |
| Hauptstraße 14 (Standort)                                        | Benedictus-Realschule                                    | Ehemalige Villa von Prittwitz. Breit gelagerter, zweigeschossiger Walmdachbau, verputzt über Hausteinsockel, mit neuklassizistischer Säulenvorhalle an der Eingangsseite und Portikus und vorgelegter Freitreppe an der Seeseite, neuklassizistisch, von Eugen Hönig und Karl Söldner, 1912. | D-1-88-141-14 Wikidata  | Benedictus-Realschule                                    |
| Hauptstraße 16 (Standort)                                        | Villa von Prittwitz                                      | Zweigeschossiger Walmdachbau, sachlich reduziert mit Einflüssen des Neuen Bauens, von Hugo Häring, 1938. | D-1-88-141-13           | weitere Bilder                                           |
| Hauptstraße 21 (Standort)                                        | Villa Gassner                                            | Zweigeschossiger Satteldachbau mit Zwerchhaus und Veranda, Gliederungen im geometrisierenden Jugendstil, von Engelbert Schnell, 1910. | D-1-88-141-69           | weitere Bilder                                           |
| Hauptstraße 22 (Standort)                                        | Villa Kalle Gymnasium Tutzing                            | Ehemals Villa Kalle, jetzt Teil des Gymnasiums, zweigeschossiger Walmdachbau, auf der Seeseite Terrasse, Balkon auf figürlichen Stützen (Koren) und seitliche Erkervorbauten, neuklassizistisch, 1927. | D-1-88-141-16           | weitere Bilder                                           |
| Hauptstraße 22 (Standort)                                        | Villa Kalle Parkanlage                                   | Hölzerner offener Pavillon auf toskanischen Säulen im Park, wohl ebenfalls 1927. | D-1-88-141-16 zugehörig | weitere Bilder                                           |
| Hauptstraße 24 (Standort)                                        | Landhaus                                                 | Zweigeschossiger, traufständiger Satteldachbau mit Kniestock, straßenseitigem Zwerchhaus mit Balkon; rückwärtigem, 1899 von Xaver Knittl verkleinertem Waschhausanbau und Belvedere, um 1880; Einfriedung, schmiedeeisern, von Johann Suiter, 1912. | D-1-88-141-91           | weitere Bilder                                           |
| Hauptstraße 28 (Standort)                                        | Wohn- und Geschäftshaus                                  | Kleiner zweigeschossiger Schopfwalmdachbau, Giebel mit reichem Fachwerk und Aussägearbeiten, von Architekt Engelbert Schnell, 1894. | D-1-88-141-70           | Wohn- und Geschäftshaus                                  |
| Hauptstraße 31 (Standort)                                        | Guggerhof                                                | Bauernhaus, breit gelagerter, zweigeschossiger Satteldachbau, Einfirstanlage, mit verbrettertem Oberstock und umlaufender Laube, im Heimatstil, von Engelbert Schnell, 1911. | D-1-88-141-17           | weitere Bilder                                           |
| Hauptstraße 32 (Standort)                                        | Gasthaus Tutzinger Hof                                   | Zweigeschossiger Satteldachbau in zwei Flügeln, Haupttrakt mit Giebelrisaliten, Erdgeschosse verputzt, Obergeschosse in unverputztem rotem Backstein, eingefasst von Putzrustika-Pilastern, in Formen der Neurenaissance, von Engelbert Schnell, 1895. | D-1-88-141-18           | weitere Bilder                                           |
| Hauptstraße 37 (Standort)                                        | Wohn- und Geschäftshaus                                  | Zweigeschossiger Satteldachbau mit Backstein-Neurenaissance-Fassade und Giebelschnitzwerk, 1894. | D-1-88-141-19           | weitere Bilder                                           |
| Hauptstraße 65 (Standort)                                        | Nebengebäude                                             | Ehemaliges Kutscherhaus und Remisen der Villa Trutz, zweigeschossiger Satteldachbau mit Putzgliederung, um 1875. | D-1-88-141-20           | weitere Bilder                                           |
| Hauptstraße 66 (Standort)                                        | Wohn- und Geschäftshaus                                  | Zweigeschossiger Satteldachbau, verputzt, mit Balusterbalkonen und profilierten Balkenvorköpfen, im Heimatstil, von Hans Lettner, 1911. | D-1-88-141-21           | weitere Bilder                                           |
| Hauptstraße 67 (Standort)                                        | Villa Trutz                                              | Mächtiger zweigeschossiger Satteldachbau mit Hochbalkon an der Giebelfront, Flachsatteldach mit weitem Vorstand, erbaut für den königlichen Hauptmann und Kämmer Max von Baligand, 1872/73, Altanen wohl 1925; Parkanlage und hölzerner Gartenpavillon (siehe auch Hauptstraße 63); schmiedeeiserner Zaun, Ende 19. Jahrhundert. | D-1-88-141-22           | weitere Bilder                                           |
| Hauptstraße 74 (Standort)                                        | Brahms-Haus                                              | Ehemalige Fremdenpension, sogenanntes Brahms-Haus, zweigeschossiger Satteldachbau mit schlichter Putzgliederung, 1871. (Zur Geschichte des Hauses) | D-1-88-141-23           | weitere Bilder                                           |
| Hauptstraße 82 (Standort)                                        | Marmorstatuen                                            | Fünf spätklassizistische Marmorstatuen auf Pfeilersockeln, zwei davon bezeichnet „P. (S?) Franchi, 1869“; antikisierendes Säulenkapitell, wohl gleichzeitig, im rückwärtigen Gartenteil. | D-1-88-141-67           | BW                                                       |
| Hauptstraße 84; 86 (Standort)                                    | Villa Graf Stolberg                                      | Mächtiger Mansardwalmdachbau, neuklassizistisch, von Architekt Ludwig Bauer, 1926/28, im Nordteil Kernbau der ehemaligen Villa des Staatsrates von Heintz erhalten, 1863; mit Parkanlage, Terrassen an der Seeseite und Einfriedung an der Hauptstraße. Seit 2016 im Besitz des Königs von Thailand, Maha Vajiralongkorn. | D-1-88-141-24           | Villa Graf Stolberg                                      |
| Hauptstraße 90; Ringseisweg 2 (Standort)                         | Villa                                                    | Zweigeschossiger Satteldachbau mit Zwerchhaus, giebelseitiger hölzerner Veranda und darüberliegendem Balkon, um 1870 | D-1-88-141-68           | weitere Bilder                                           |
| Hauptstraße 93; 95 (Standort)                                    | Haus Knittl                                              | Zweigeschossiger Satteldachbau, Risalit mit Schopfwalmdach, reiches Zierfach- und Bundwerk und Balkone, im Schweizerstil, von Baumeister Xaver Knittl für sich selbst erbaut, 1900; Rückgebäude, zweigeschossiger Satteldachbau mit Fachwerkobergeschoss, 1901. | D-1-88-141-25           | weitere Bilder                                           |
| Kirchenstraße 12 (Standort)                                      | Kirche St. Joseph                                        | Katholische Pfarrkirche, barockisierender Saalbau mit Doppelturmanlage, von Richard Steidle, 1926/28; mit Ausstattung. | D-1-88-141-26           | weitere Bilder                                           |
| Kustermann-Park (Standort)                                       | Bildstock                                                | Gemauert, mit Figur des Heiligen Johann Nepomuk, um 1780, am Johanneshügel. | D-1-88-141-6            | weitere Bilder                                           |
| Kustermannstraße 3; 3a (Standort)                                | Villa                                                    | Zweigeschossiger Satteldachbau, mit Quergiebel, entlang der Traufseite Veranda, darüber Balkon, in Giebel Hochlaube, letztes Viertel 19. Jahrhundert, zwei eiserne Gartentore. | D-1-88-141-65           | weitere Bilder                                           |
| Larifeld (Standort)                                              | Wegweiser Ilkahöhe                                       | Gusseiserner Wegweiser zur Ilkahöhe, nach 1862. | D-1-88-141-36           | Wegweiser Ilkahöhe                                       |
| Leidlstraße 1 (Standort)                                         | Ehemaliges Hirtenhaus                                    | Hirtenhäusl oder Vetterlhaus genannt; zweigeschossiger Satteldachbau mit gemauertem Erdgeschoss und Obergeschoss in Blockbauweise, 17. Jahrhundert. | D-1-88-141-37           | Ehemaliges Hirtenhaus                                    |
| Lindemannstraße; Monatshauser Straße (Standort)                  | Wegweiser                                                | Gusseiserner Wegweiser nach Oberzeismering, nach 1862. | D-1-88-141-35           | Wegweiser                                                |
| Marienstraße 11 (Standort)                                       | Villa                                                    | Zweigeschossiger Schopfwalmdachbau über hohem Sockelgeschoss mit weit vorstehendem Zwerchhausrisalit, Putzgliederungen, Balkons und Loggien, von Domenico del Fabbro, 1901/02. | D-1-88-141-76           | weitere Bilder                                           |
| Marienstraße 12 (Standort)                                       | Ehemaliges Fischerhaus, Brahms-Pavillon                  | Ursprünglich erdgeschossiger Bau, aufgestockt und umgebaut von Max Ostenrieder, 1902; mit Innenausstattung; Bootshaus, wohl auch von Max Ostenrieder, gleichzeitig; sogenannter Brahms-Pavillon, achteckiger spätklassizistischer Bau am See, 1871; eisengeschmiedeter Zaun mit großem Tor, neubarock. | D-1-88-141-64           | Ehemaliges Fischerhaus,Brahms-Pavillon                   |
| Marienstraße 15 (Standort)                                       | Wohnhaus                                                 | Zweigeschossiger, verputzter Satteldachbau mit Halbgeschoss, im Kern 18. Jahrhundert, sonst letztes Viertel 19. Jahrhundert; barockes Marienfresko an der Südseite, 18. Jahrhundert. | D-1-88-141-27           | weitere Bilder                                           |
| Midgardstraße 3/5 (Standort)                                     | Midgardhaus, Villa Ebers                                 | Ehemalige Villa von Professor Georg Ebers im italianisierenden Landhausstil, mit Giebelrisalit und Turmpavillon. Im Jahr 1853 von Karl Theodor von Vieregg als Gästehaus von Schloss Tutzing erbaut. Südteil mit Loggien 1882. Parkanlage von Karl Effner um 1870. Freitreppe mit flankierenden Löwen zum Seeufer; Bedienstetengebäude an der Westseite der Villa. | D-1-88-141-28           | weitere Bilder                                           |
| Midgardstraße 22 (Standort)                                      | Toreinfahrt                                              | Große eiserne Toreinfahrt, Ende 19. Jahrhundert, ehemals zur Villa Midgard gehörend. | D-1-88-141-29           | weitere Bilder                                           |
| Mühlfeldstraße 2 (Standort)                                      | Villa Ludendorff                                         | Alterswohnsitz von Erich Ludendorff, eingeschossiger Satteldachbau über winkelförmigem Grundriss mit Zwerchhäusern, im Heimatstil, von Fritz Kuhn, 1922, Erweiterung von Josef Erhart, 1932; mit Ausstattung; Garten, weite Freifläche mit Einfriedung, Wegeführung und Randbepflanzung. | D-1-88-141-84           | Villa Ludendorff                                         |
| Neustätter Straße 2 (Standort)                                   | Landhaus                                                 | Zweigeschossiger Putzbau mit Satteldach und befenstertem Kniestock. An der Ostseite dreistöckiger Balkon und Ziergiebel, um 1900. | D-1-88-141-32           | Landhaus                                                 |
| Neustätterstraße 7 (Standort)                                    | Villa                                                    | Gebäude in Hanglage. Satteldachbau mit Kniestock und Zwerchgiebel, an der östlichen Giebelseite verglaste Veranda mit darüberliegenden Balkonen, um 1870/80; Freitreppen an der Ost- und Westseite. | D-1-88-141-75           | Villa                                                    |
| Schloßstraße 1 (Standort)                                        | Mariensäule                                              | Säule mit vergoldeter Eisengußfigur der Mayer’schen Hofkunstanstalt, 1882. | D-1-88-141-31           | Mariensäule                                              |
| Schloßstraße 2/4 (Standort)                                      | Schloss Tutzing                                          | Schloss Tutzing, jetzt Evangelische Akademie: Hauptgebäude, dreigeschossiger Dreiflügelbau mit Walmdächern, durch Umbau einer barocken, 1693–1696 erbauten Anlage und Resten eines Vorgängerbaus von Thomas Ganseck für Friedrich Joseph Graf von Vieregg, 1802–1816, Umbau 1921/22; mit Ausstattung; Kapelle im nordwestlichen Seitenflügel, mit Ausstattung; Kavalier- und Wirtschaftsbau, nördlich dem Hauptgebäude vorgelagert und zu zwei Seiten den Vorhof umfassend, zweigeschossiger Satteldachbau, westlicher Teil 1663–1696, östlicher Teil ab 1802, zum Teil später verändert; Fest- oder Musiksaal, nordwestlich dem Hauptgebäude vorgelagert, eingeschossiger Neurenaissancebau mit aufgesetzter Balustrade, ab 1802 als Gartenmenagerie erbaut, 1870 zu Palmengarten und 1922 zu Festsaal umgebaut; Vortragssaal auf kreisrundem Grundriss mit Foyer und Atrium, von Olaf Andreas Gulbransson, 1958/59; im Schlosshof Brunnen „Badende Nymphe“, von Georg Bersch, 1874. | D-1-88-141-33           | weitere Bilder                                           |
| Schloßstraße 2/4 (Standort)                                      | Schloss Tutzing, Schlosspark                             | Parkanlage im englischen Gartenstil, um 1840, 1870 von Karl Effner erweitert und umgestaltet; Pavillon, wohl um 1840, um 1870 umgestaltet; neubarocke See-Uferterrasse, Pergola am Ufer; zwei Karyatiden, von Kaspar von Zumbusch, 3. Viertel 19. Jahrhundert; aufgerichteten römischen und romanischen Fundstücken sowie Gartenfiguren des 18./19. Jahrhunderts; Parkmauer, 17.–19. Jahrhundert; Absperrketten zwischen Eisenpfosten vor dem Haupteingang, wohl um 1870; Schlossstraßen-Allee, 19. Jahrhundert. | D-1-88-141-33 zugehörig | weitere Bilder                                           |
| Schubertstraße 2 (Standort)                                      | Hölzerner Gartenpavillon                                 | Pavillon in Form eines Rundtempels, von Bruno Paul, um 1906. | D-1-88-141-63           | Hölzerner Gartenpavillon                                 |
| Seestraße 4 (Standort)                                           | Villa                                                    | sog. Haus Feynald, erdgeschossiger Flachsatteldachbau mit Blockbau, Kniestock, Glockentürmchen, Veranda, einläufiger Freitreppe und Hangstützmauer, von Johann Mund für Eugen Zentz,1924. | D-1-88-141-98           | Villa                                                    |
| Traubinger Straße 7 (Standort)                                   | Landhaus                                                 | Zweigeschossiger Satteldachbau mit Kniestock, Verandaanbauten und Hausfigur, 1880, Umbauten 1895 und 1911. | D-1-88-141-96           | Landhaus                                                 |
| Traubinger Straße 18 (Standort)                                  | Villa                                                    | Spätklassizistischer Walmdachbau in knapper Stilsprache, zweigeschossig mit Kniestock über quadratischem Grundriss, Ostfassade mit schmiedeeiserner Altane und Freitreppe in den Garten, um 1880; Gartenschuppen, erdgeschossiger Satteldachbau mit gesägten Zierbrettern, um 1900. | D-1-88-141-78           | Villa                                                    |
| Traubinger Straße 40 (Standort)                                  | Villa                                                    | Eingeschossiger Schopfwalmdachbau über hohem Sockelgeschoss mit mehreren Zwerchhausrisaliten und Treppenturm, mit Zierfachwerk, Spalieren, Balkonen und Terrasse, im Reformstil, 1908. | D-1-88-141-34           | Villa                                                    |
| Waldschmidtstraße 8c (Standort)                                  | Villa von Fraunberg                                      | Villa, ehemals von Fraunberg, ab 1894 von Kühlmann, zweigeschossiger Flachsatteldachbau mit geknicktem Dachfuß, hölzerner Giebellaube und umlaufendem Balkon, im Heimatstil, 1882, 1894 umgebaut. | D-1-88-141-62           | weitere Bilder                                           |
| Waldschmidtstraße 13 (Standort)                                  | Wohnhaus                                                 | Zweigeschossiger Satteldachbau mit weitem Dachüberstand und Verbretterung von Obergeschoss und Giebel, im Heimatstil, um 1902/03. | D-1-88-141-61           | Wohnhaus                                                 |

### Deixlfurt
| Lage                   | Objekt  | Beschreibung | Akten-Nr.     | Bild    |
| ---------------------- | ------- | --- | ------------- | ------- |
| Deixlfurt 1 (Standort) | Gutshof | Herrenhaus, zweigeschossiger Satteldachbau mit breiten Risaliten und Zwerchhäusern, in Formen des Historismus, von Xaver Knittl, 1880, Umbau 1921. | D-1-88-141-38 | Gutshof |

### Diemendorf
| Lage                                        | Objekt                     | Beschreibung | Akten-Nr.     | Bild                       |
| ------------------------------------------- | -------------------------- | --- | ------------- | -------------------------- |
| Diemendorf 10 (Standort)                    | Wegweiser in der Ortsmitte | Gusseisen, nach 1862. | D-1-88-141-43 | Wegweiser in der Ortsmitte |
| Diemendorf 11 (Standort)                    | Bauernhaus                 | Wohn- und Wirtschaftsteil firstparallel nebeneinander, Oberstock des Wirtschaftsteils verbrettert und mit Bundwerk, 18./frühes 19. Jahrhundert.                         | D-1-88-141-41 | Bauernhaus                 |
| Diemendorf 15 (Standort)                    | Kirche St. Margareth       | Katholische Filialkirche, spätgotische Anlage, Anfang 18. Jahrhundert, barockisiert; mit Ausstattung.                                                                   | D-1-88-141-39 | weitere Bilder             |
| Höhenberg in der Flur Diemendorf (Standort) | Tuffsteinsäule             | 15. Jahrhundert. | D-1-88-141-45 | BW                         |
| Ortsmitte (Standort)                        | Ortsschild                 | „Ortschaft Diemendorf“ und Wegweiser, Gusseisen, nach 1862. | D-1-88-141-42 | Ortsschild                 |
| Ortsmitte (Standort)                        | Brunnensäule               | Gusseisen, wohl drittes Viertel 19. Jahrhundert. | D-1-88-141-44 | Brunnensäule               |
| Ortsmitte (Standort)                        | Gusseisenkreuz             | Kreuz auf Sandsteinsockel, neugotisch, 1875, aufgestellt zur Erinnerung an die Unwetterkatastrophe von 1848; zugleich Denkmal für die Gefallenen der beiden Weltkriege. | D-1-88-141-60 | Gusseisenkreuz             |

### Monatshausen
| Lage                                             | Objekt            | Beschreibung | Akten-Nr.     | Bild           |
| ------------------------------------------------ | ----------------- | --- | ------------- | -------------- |
| Monatshausen 4 (Standort)                        | Gutshaus          | Zweigeschossiger Satteldachbau nach Art eines Miesbacher Einfirsthofes, für Baron Cramer-Klett erbaut, von August Thiersch, 1908 | D-1-88-141-59 | Gutshaus       |
| Monatshausen 11 (Standort)                       | Kirche St. Martin | Katholische Filialkirche, kleine barocke Anlage mit Zwiebelturm, Ende 17. Jahrhundert, im Kern älter; mit Ausstattung.           | D-1-88-141-46 | weitere Bilder |
| Monatshausen 18 (Standort)                       | Ortsschild        | Ortsschild „Monatshausen“, Gusseisen, nach 1862.                                                                                 | D-1-88-141-47 | Ortsschild     |
| Monatshausen 18 (Standort)                       | Wegweiser         | Wegweiser „Starnberg/Weilheim“, Gusseisen, nach 1862.                                                                            | D-1-88-141-48 | Wegweiser      |
| Pferchet, an der Straße nach Traubing (Standort) | Hinweisschild     | Hinweisschild „Einhemm-Stelle“, Gusseisen, wohl drittes Viertel 19. Jahrhundert.                                                 | D-1-88-141-49 | Hinweisschild  |

### Oberzeismering
| Lage                                  | Objekt              | Beschreibung | Akten-Nr.     | Bild           |
| ------------------------------------- | ------------------- | --- | ------------- | -------------- |
| Oberzeismering 4 (Standort)           | Gutshof             | Ehemaliges Vötterl-Anwesen, Einfirstanlage, Wohnteil im Kern wohl 18. Jahrhundert, seit 1889 durch Max Kustermann zum Verwaltungs- und Herrenhaus umgebaut, jetzt „Guts- und Forstverwaltung Ilkahöhe“, zweieinhalbgeschossiger Putzbau mit Flachsatteldach, teilweise verschindelt, mit Hochlaube an der Giebelseite und korbbogigem Eingang an der Nordseite; Wirtschaftsteil des späten 19. Jahrhunderts. | D-1-88-141-74 | weitere Bilder |
| Oberzeismering 7 (Standort)           | Wohngebäude         | Ehemaliges Verwalterhaus mit Eiskeller, zweigeschossiger Putzbau mit zwei Giebeln an der Eingangsfront, errichtet im späten 19. Jahrhundert durch Max Kustermann; Wirtschaftsgebäude, hakenförmige Anlage, Ziegelbau mit Holzverschalung, vormals Schmiede, Schreinerei, Getreidespeicher und Ställe, im späten 19. Jahrhundert durch Max Kustermann.                                                        | D-1-88-141-77 | Wohngebäude    |
| Oberzeismering 10 Ilkahöhe (Standort) | Kirche St. Nikolaus | Katholische Filialkirche, im Kern spätmittelalterlich, 1723 barockisiert; mit Ausstattung; Friedhofsmauer mit Karner in der Nordostecke, 17./18. Jahrhundert. | D-1-88-141-50 | weitere Bilder |

### Rößlberg
| Lage                                                | Objekt           | Beschreibung | Akten-Nr.     | Bild           |
| --------------------------------------------------- | ---------------- | --- | ------------- | -------------- |
| Rößlberg 1 (Standort)                               | Schloss Rößlberg | Zweigeschossiger Putzbau mit Krüppelwalmdach, 17. Jahrhundert, im Kern älter. Den Gutshof eingrenzende verputzte Mauer des 17. Jahrhunderts. | D-1-88-141-52 | weitere Bilder |
| Rößlberg, 300 Meter westlich vom Schloss (Standort) | Betsäule         | Spätgotisch, bezeichnet mit dem Jahr 1483. Für den Sänger und Dichter Hans Heseloher errichtet.                                              | D-1-88-141-53 | weitere Bilder |

### Traubing
| Lage                       | Objekt                              | Beschreibung | Akten-Nr.     | Bild                                |
| -------------------------- | ----------------------------------- | --- | ------------- | ----------------------------------- |
| Pfarrweg 2 (Standort)      | Kirche St. Mariä Geburt             | Katholische Pfarrkirche, barocke Anlage, 1750 und Folgejahre über älterer Grundlage errichtet. | D-1-88-141-54 | weitere Bilder                      |
| Schulstraße 1 (Standort)   | Ehemaliges Bauernhaus Zum Baderveit | Zweigeschossiger Mittertennbau mit Satteldach, Wohnteil im Obergeschoss Block- und Ständerbau, 1725–1730 (dendrochronologisch datiert), Dachtragwerk und Umbauten im Wohnteil und Wirtschaftsteil 1862 (dendrochronologisch datiert). | D-1-88-141-86 | Ehemaliges Bauernhaus Zum Baderveit |
| Staudeneggarten (Standort) | Bildstock                           | Bildstock an der Straße nach Garatshausen, Jugendstil, 1912. | D-1-88-141-55 | Bildstock                           |

### Unterzeismering
| Lage                             | Objekt            | Beschreibung | Akten-Nr.     | Bild           |
| -------------------------------- | ----------------- | --- | ------------- | -------------- |
| Unterzeismering (Standort)       | Kapelle St. Maria | Katholische Kapelle mit spitzem Giebeldachreiter, um Mitte 19. Jahrhundert; mit Ausstattung.                              | D-1-88-141-56 | weitere Bilder |
| Diemendorfer Straße 1 (Standort) | Zum Weber         | Ehemaliges Bauernhaus, ehemalige Mittertennanlage, große Teile in Blockbauweise. Mehrfach erweitert, 16.–18. Jahrhundert. | D-1-88-141-57 | Zum Weber      |
| Unteranger 4 (Standort)          | Fischerhaus       | Zweigeschossiger Blockbau mit Laube, 16./17. Jahrhundert.                                                                 | D-1-88-141-58 | weitere Bilder |

## Ehemalige Baudenkmäler
In diesem Abschnitt sind Objekte aufgeführt, die früher einmal in der Denkmalliste eingetragen waren, jetzt aber nicht mehr. Objekte, die in anderem Zusammenhang – also z. B. als Teil eines Baudenkmals – weiter eingetragen sind, sollen hier nicht aufgeführt werden. Aktennummern in diesem Abschnitt sind ehemalige, jetzt nicht mehr gültige Aktennummern.

| Lage                                             | Objekt          | Beschreibung | Akten-Nr.                                                          | Bild           |
| ------------------------------------------------ | --------------- | --- | ------------------------------------------------------------------ | -------------- |
| Kustermann-Park (Standort)                       | Kustermann-Park | Landschaftspark am Seeufer, von Hofgartendirektor Karl Effner, um 1870. (Zur Geschichte des Parks) | D-1-88-141-72                                                      | weitere Bilder |
| Tutzing, Monsignore-Schmid-Straße 1/3 (Standort) | Violaburg       | Klassizistischer Pavillon, 1803/1816 (Anbau 1947), ehemals zum Schloss gehörend. Parkanlage mit Gartenfiguren, unter anderen zwei Karyatiden von Kaspar von Zumbusch, drittes Viertel 19. Jahrhundert. Westliche und südliche Parkmauer des 17. bis 20. Jahrhunderts. | Jetzt unter dem Begriff „Pavillon“ dem Schloss Tutzing zugeordnet. | BW             |
| Oberzeismering 1 (Standort)                      | Popphof         | Einfirsthof, zweigeschossiger Satteldachbau, Wohnteil verputzt mit Eisenbalkon, um 1860, im Kern 18. Jahrhundert, Wirtschaftsteil 1981/82 erneuert. | D-1-88-141-51                                                      | BW             |